# Kuisheidsgordel

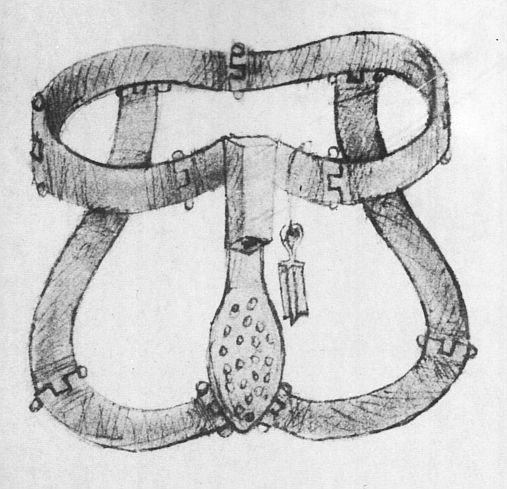
Afbeelding uit Bellifortis

Een kuisheidsgordel is een met een slot beveiligd kledingstuk van onbreekbaar materiaal, veelal metaal, dat direct op de huid als een soort tweede onderbroek gedragen wordt en als seksueel disciplineringsinstrument dient om de drager normale geslachtsgemeenschap, en soms ook masturbatie of anale penetratie onmogelijk te maken. Kuisheidsgordels kunnen zowel door vrouwen als door mannen gedragen worden, waarbij uiteraard met het oog op de anatomische verschillen tussen beide seksen vormgeving en constructie gedeeltelijk verschillen.

## Geschiedenis
Een hardnekkige mythe wil doen geloven dat de kuisheidsgordels in de middeleeuwen ontstonden. Ridders die op kruistocht vertrokken zouden hun vrouwen een kuisheidsgordel aandoen. Intussen is duidelijk dat dit niet klopt. De oudste kuisheidsgordels dateren van vele eeuwen later. De middeleeuwse kuisheidsgordel is vermoedelijk een verhaal dat in de romantiek ontstond. De oudst bekende afbeelding van een kuisheidsgordel stamt uit 1405, in Bellifortis van Konrad Keyser von Eichstatt, een boek over de militaire techniek van die tijd. Het stond tussen andere grappig bedoelde fantasievoorwerpen.

## Modern gebruik
Nog steeds worden kuisheidsgordels gedragen, nu meestal in het kader van een bdsm-relatie, niet alleen door vrouwen, maar door beide seksen.

### Gordel
Er bestaan verschillende constructies van 'complete' kuisheidsgordels, maar alle echte kuisheidsgordels - zowel voor mannen als voor vrouwen - volgen in hoofdlijnen het klassieke model, de zogeheten Florentijnse gordel. Deze bestaat in de kern uit een horizontale hele cirkel en een daarmee verbonden verticale halve. 
Een brede horizontale stalen band wordt direct boven de heupen nauw rondom het middel gesloten. Haaks op deze heupgordel is midden aan de voorzijde een tweede stalen band bevestigd die verticaal door het kruis van de drager gaat en via de bilnaad midden aan de achterzijde van de heupgordel is vastgehecht. Deze tweede verticale band sluit de geslachtsdelen van de drager af en maakt stimulatie en/of penetratie ervan onmogelijk.
De kuisheidsgordel heeft daarmee het model van een soort van ijzeren onderbroek. De gordel dient goed te passen en nauw om de drager te worden aangelegd om het beoogde doel te bereiken. Meestal wordt met een slot aan de voorzijde zowel de heupgordel gesloten als de kruisband vastgemaakt. De genitaliën zijn hierdoor onbereikbaar. Soms is de kruisband aan de voorzijde tot een veel bredere plaat uitgebouwd; bij mannen is dan bovendien in de regel een aparte peniskoker aangebracht. Soms is de band over de anus door een smalle kabel door de bilnaad of twee kettingen over de billen vervangen.
Het aantal sloten varieert per model. Bij sommige is een voldoende maar bij andere zijn er aparte sloten om heupgordel, kruisband en peniskoker te sluiten. Sommige gordels bieden de mogelijkheid de maat enigszins aan te passen door hem in een ruimere of krappere stand op slot te doen.
Omdat elk lichaam verschillend is, moet een kuisheidsgordel die bedoeld is om langere tijd achtereen gedragen te worden altijd op maat gemaakt worden. Bij de zwaarste gordels die verkrijgbaar zijn is vrijwel de complete genitale zone tussen navel en kruis met een stalen schild (een zogeheten protector) ontoegankelijk gemaakt.

### Schel
De meeste modellen die bij mannen in gebruik zijn, zijn geen echte gordels, maar hebben de vorm van een soort kuisheidsschel: een korte koker met een pisgat aan de voorzijde, die de hele penis omsluit, waarvan de lengte en soms ook de kromming een erectie onmogelijk maken, en die meestal met behulp van een ring aan de wortel van de penis achter de teelballen wordt vastgemaakt. Uitvoeriger varianten kennen daarom soms ook twee afsluitbare ballenkooien, of een kromme stalen staaf die in de urinebuis gaat, en zo de penis in slappe toestand houdt.

## Afbeeldingen

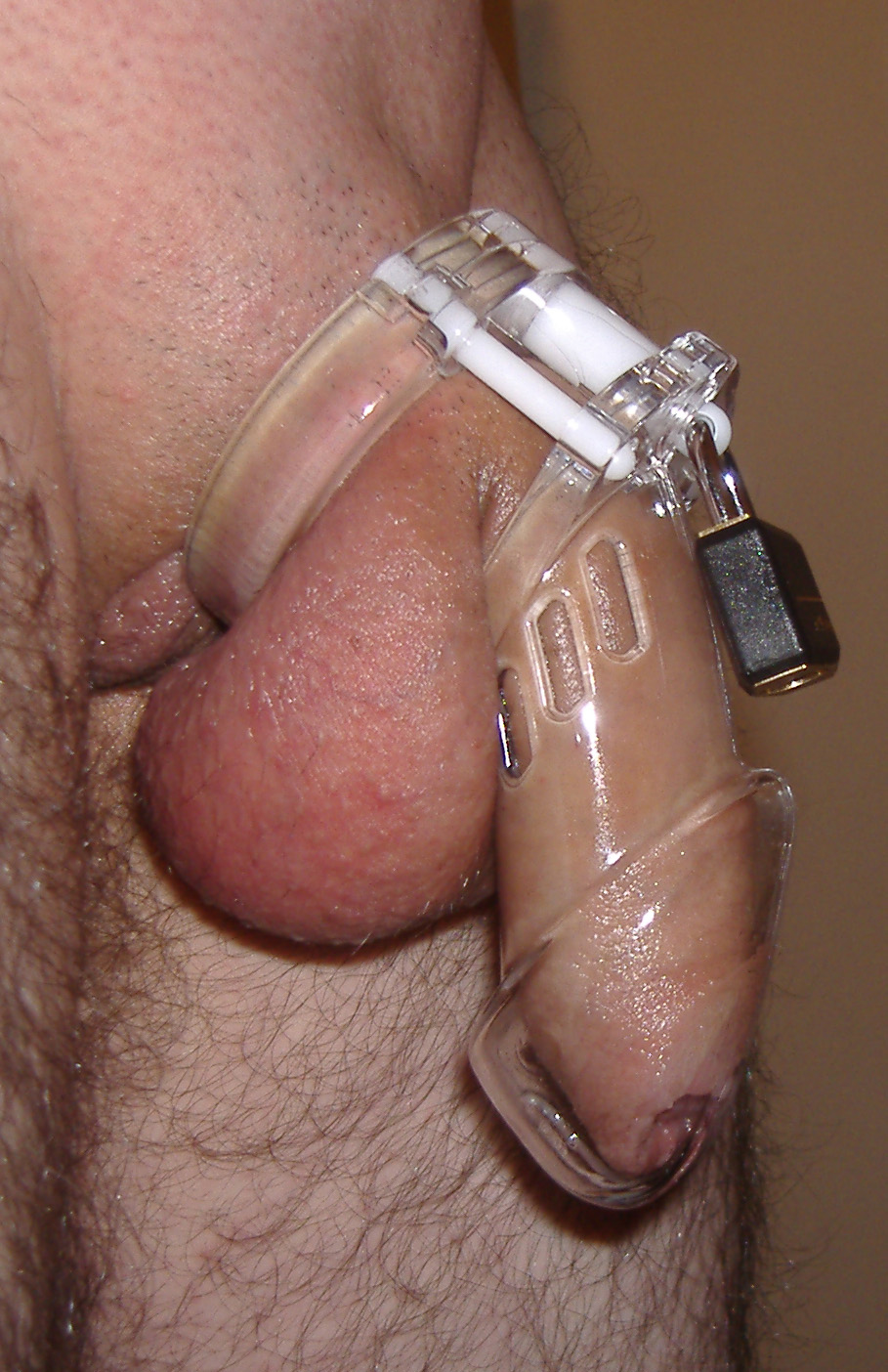
Kuisheidsschel voor mannen
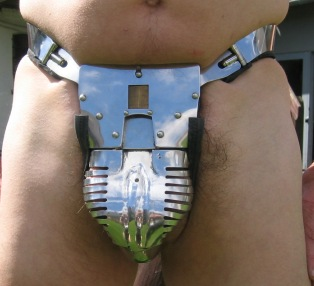
Gordel aangelegd bij een man
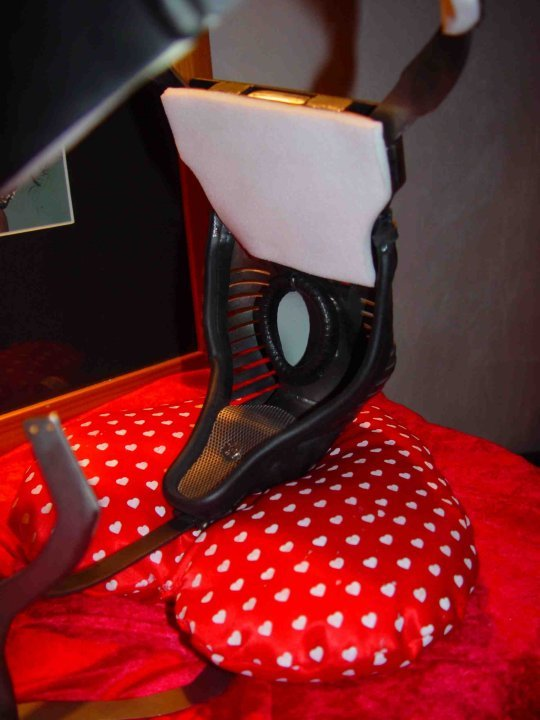
Binnenzijde
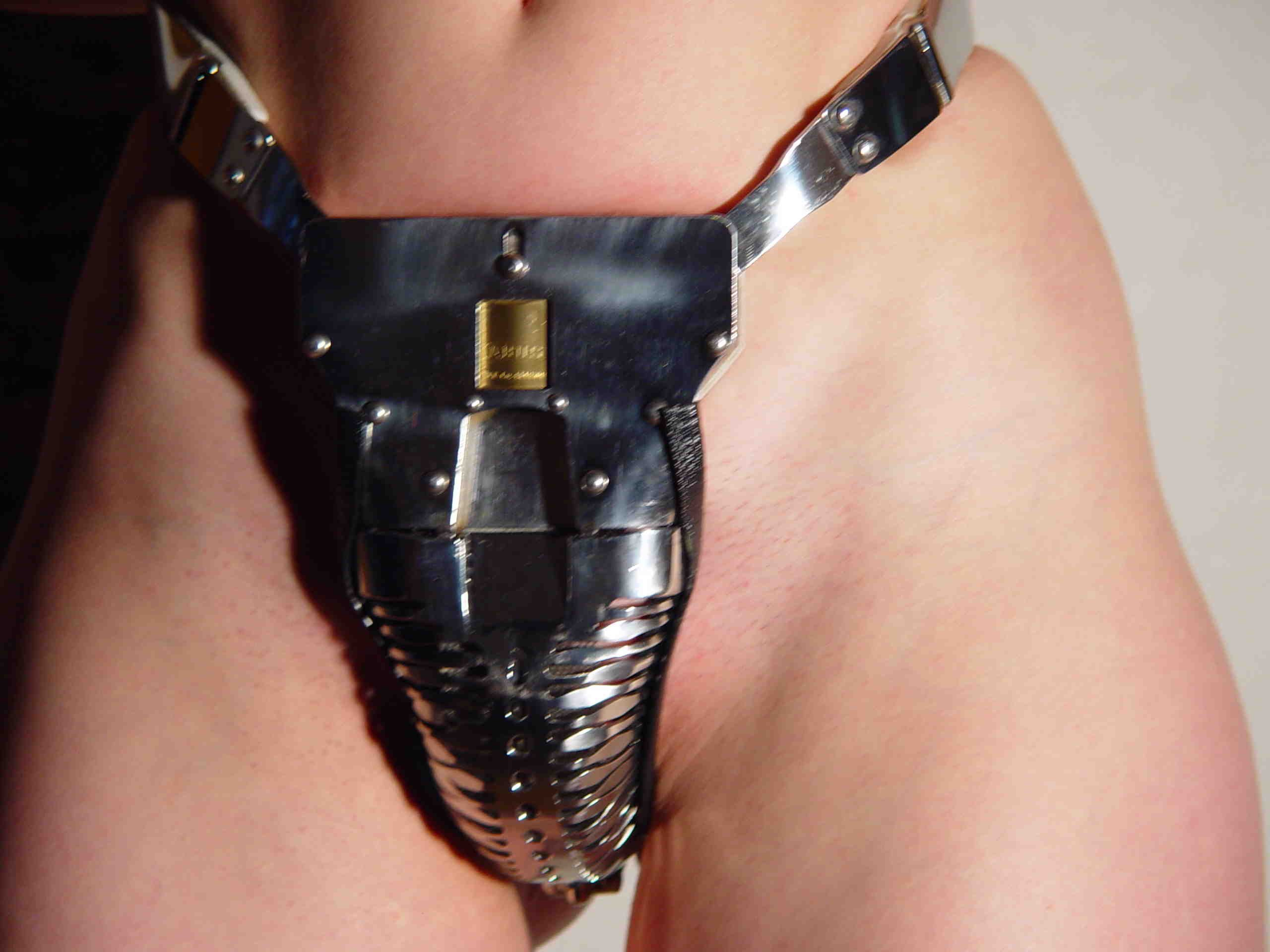
Vrouwelijke gordel
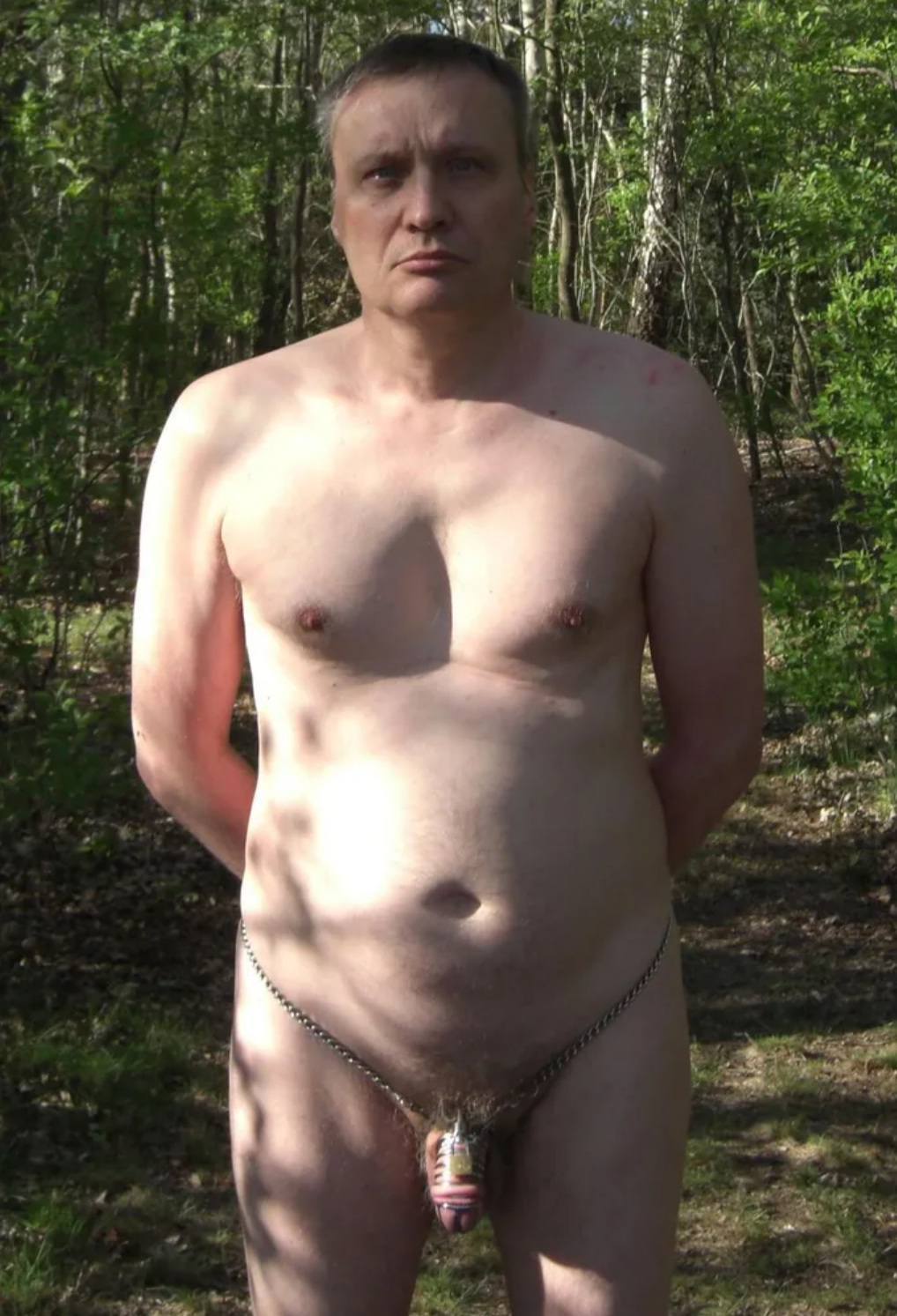
mannelijke slaaf met metalen peniskooi voor permanente kuisheid
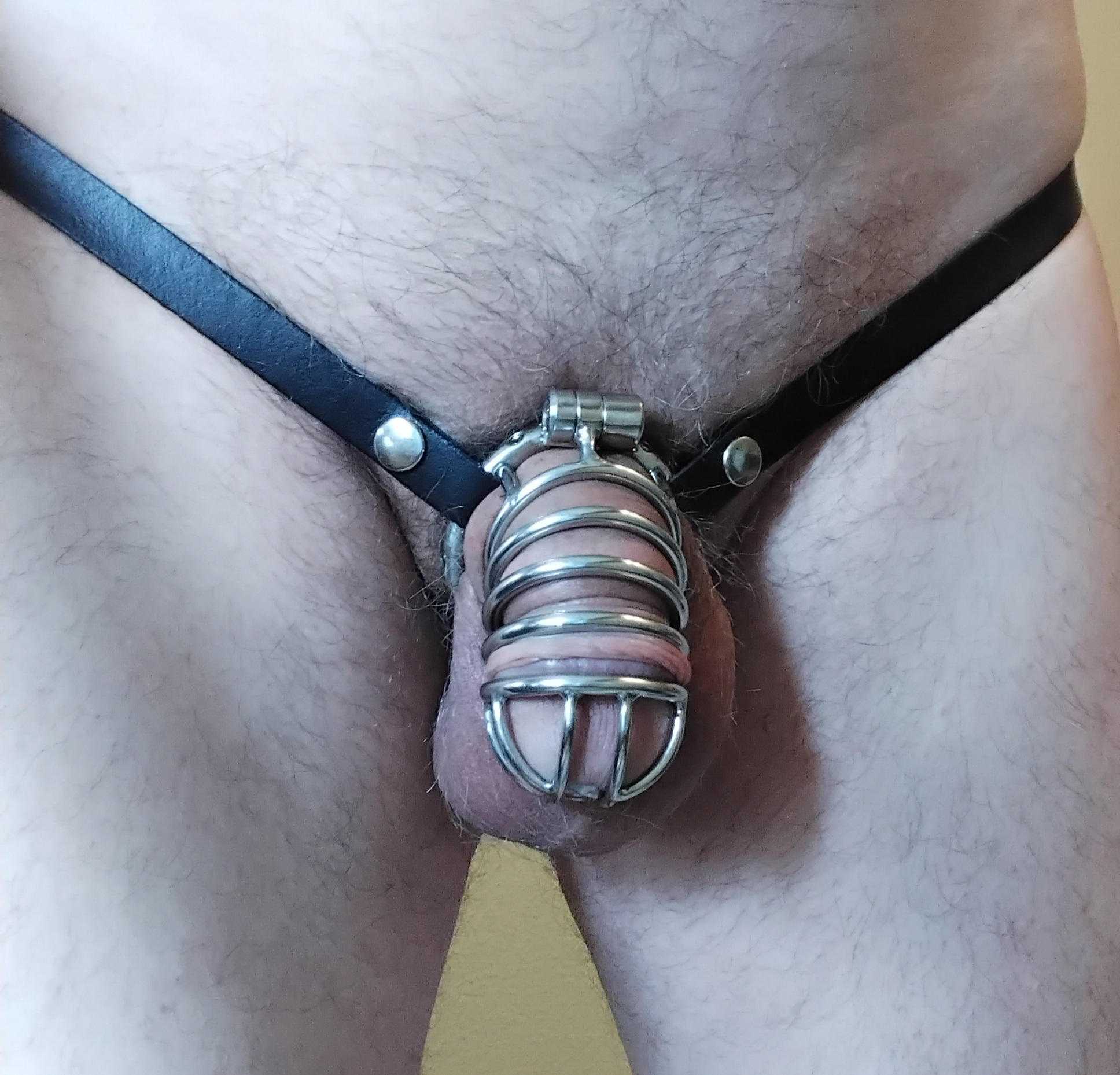
peniskooi met stalen buis ingebracht in de urethra